# Nigeria na Letnich Igrzyskach Olimpijskich 2008
Nigerię na Letnich Igrzyskach Olimpijskich 2008 reprezentowało 86 sportowców w 9 dyscyplinach.
Był to 14. start reprezentacji Nigerii na letnich igrzyskach olimpijskich.

## Zdobyte medale
| Medal  | Zawodnik | Dyscyplina sportowa | Konkurencja             |
| ------ | --- | ------------------- | ----------------------- |
| Srebro | Olubayo Adefemi Dele Adeleye Oluwafemi Ajilore Efe Ambrose Victor Anichebe Onyekachi Apam Emmanuel Ekpo Ikechukwu Ezenwa Promise Isaac Monday James Sani Kaita Chinedu Obasi Victor Obinna Peter Odemwingie Chibuzor Okonkwo Solomon Okoronkwo Oladapo Olufemi Ambruse Vanzekin | Piłka nożna         | turniej mężczyzn        |
| Brąz   | Chika Chukwumerije | Taekwondo           | powyżej 80 kg mężczyzn  |
| Brąz   | Blessing Okagbare | Lekkoatletyka       | skok w dal kobiet       |
| Brąz   | Franca Idoko Gloria Kemasuode Halimat Ismaila Oludamola Osayomi Agnes Osazuwa (eliminacje) | Lekkoatletyka       | sztafeta 4x100 m kobiet |